# مانفريد شميد (متسابق على الجليد بمزلاجة)
مانفريد شميد (بالألمانية: Manfred Schmid)‏ هو متسابق على الجليد بمزلاجة نمساوي، ولد في 6 يونيو 1944 في Liezen ‏ في النمسا.

## وصلات خارجية
- مانفريد شميد على موقع أوليمبيديا (الإنجليزية)